# Eksplozja (film 1974)
Eksplozja (tyt. oryg. Shpërthimi) – albański film fabularny z roku 1974 w reżyserii Muharrema Fejzo.

## Opis fabuły
Ilir jest inżynierem, zajmującym się poszukiwaniami ropy naftowej na obszarze, na którym dominują skały wapienne. Teren badań nie był dotąd eksplorowany i brak podstawowych informacji o lokalizacji złóż. Ilir jednak nie przykłada się do swojej pracy i przekonany o własnej nieomylności ignoruje dobre rady doprowadzając do wielkiej eksplozji złoża.
Film realizowano w Fierze, Patosie i w Lushnji.

## Obsada
- Rikard Ljarja jako Ilir
- Demir Hyskja jako Skender
- Ndrek Luca jako Hasan
- Pandi Raidhi jako Lamja
- Sandër Prosi jako sekretarz
- Violeta Dede jako Shpresa
- Albert Verria jako wujek Kasem
- Llambi Kaçani jako inż. Petrit
- Ndrek Prela jako Muço, ojciec Ilira
- Ema Qazimi jako nauczycielka muzyki
- Nikolla Llambro jako Mitaq
- Vladimir Saliu jako Gjergji
- Elida Cangonji
- Mihal Ciko
- Leonidha Heba
- Xhemal Mehmeti
- Rustem Sheja